# Endotrichum austrocaledonicum
Endotrichum austrocaledonicum là một loài rêu trong họ Pterobryaceae. Loài này được (Besch.) A. Jaeger mô tả khoa học đầu tiên năm 1877.